# Élections fédérales canadiennes de 2021 en Alberta
Les élections fédérales canadiennes de 2021 en Alberta ont lieu le 20 septembre 2021, comme dans le reste du Canada. La province est représentée par 34 députés à la Chambre des communes, soit le même nombre que lors des élections fédérales canadiennes de 2019 en Alberta.

## Résultats par parti

### Résultats généraux
| Parti                    | Parti                                               | Voix      | %     | +/-           | Sièges | +/-           |
| ------------------------ | --------------------------------------------------- | --------- | ----- | ------------- | ------ | ------------- |
|                          | Parti conservateur (PCC)                            | 1 073 103 | 55,27 | 13,96         | 30     | 3             |
|                          | Nouveau Parti démocratique (NPD)                    | 370 344   | 19,07 | 7,56          | 2      | 1             |
|                          | Parti libéral (PLC)                                 | 300 099   | 15,50 | 3,99          | 2      | 2             |
|                          | Parti populaire (PPC)                               | 142 673   | 7,35  | 5,11          | 0      | en stagnation |
|                          | Parti Maverick (en)                                 | 25 718    | 1,30  | Nv            | 0      | en stagnation |
|                          | Parti vert (PVC)                                    | 17 573    | 0,91  | 1,91          | 0      | en stagnation |
|                          | Indépendants                                        | 2 731     | 0,14  | 0,06          | 0      | en stagnation |
|                          | Parti de l'héritage chrétien (PHC)                  | 2 196     | 0,11  | 0,06          | 0      | en stagnation |
|                          | Libertarien                                         | 1 237     | 0,06  | 0,02          | 0      | en stagnation |
|                          | Parti marxiste-léniniste (PCC-ML)                   | 892       | 0,05  | 0,02          | 0      | en stagnation |
|                          | Parti rhinocéros (Rhino)                            | 874       | 0,05  | en stagnation | 0      | en stagnation |
|                          | Parti de la coalition des anciens combattants (CAC) | 767       | 0,04  | 0,02          | 0      | en stagnation |
|                          | Parti communiste                                    | 508       | 0,03  | en stagnation | 0      | en stagnation |
|                          | Alliance nationale des citoyens                     | 142       | 0,01  | Nv            | 0      | en stagnation |
|                          | Parti centriste                                     | 93        | 0,00  | en stagnation | 0      | en stagnation |
|                          | Indépendants                                        | 2 589     | 0,13  | 0,01          | 0      | en stagnation |
|                          |                                                     |           |       |               |        |               |
| Suffrages exprimés       | Suffrages exprimés                                  | 1 941 539 |       |               |        |               |
| Votes blancs ou nuls     |                                                     |           |       |               |        |               |
| Total                    | Total                                               |           | 100   | -             | 34     | en stagnation |
| Abstention               |                                                     |           |       |               |        |               |
| Inscrits / participation | Inscrits / participation                            | 3 006 753 |       |               |        |               |

### Élus
| Circonscriptions                | Député sortant | Député sortant    | Député gagnant    | Député gagnant     |
| ------------------------------- | -------------- | ----------------- | ----------------- | ------------------ |
| Banff—Airdrie                   |                | Blake Richards    | Blake Richards    | Blake Richards     |
| Battle River—Crowfoot           |                | Damien Kurek      | Damien Kurek      | Damien Kurek       |
| Bow River                       |                | Martin Shields    | Martin Shields    | Martin Shields     |
| Calgary Confederation           |                | Len Webber        | Len Webber        | Len Webber         |
| Calgary Forest Lawn             |                | Jasraj Hallan     | Jasraj Hallan     | Jasraj Hallan      |
| Calgary Heritage                |                | Bob Benzen        | Bob Benzen        | Bob Benzen         |
| Calgary Midnapore               |                | Stephanie Kusie   | Stephanie Kusie   | Stephanie Kusie    |
| Calgary Nose Hill               |                | Michelle Rempel   | Michelle Rempel   | Michelle Rempel    |
| Calgary Rocky Ridge             |                | Pat Kelly         | Pat Kelly         | Pat Kelly          |
| Calgary Shepard                 |                | Tom Kmiec         | Tom Kmiec         | Tom Kmiec          |
| Calgary Signal Hill             |                | Ron Liepert       | Ron Liepert       | Ron Liepert        |
| Calgary Skyview                 |                | Jag Sahota        |                   | George Chahal      |
| Calgary-Centre                  |                | Greg McLean       | Greg McLean       | Greg McLean        |
| Edmonton Griesbach              |                | Kerry Diotte      |                   | Blake Desjarlais   |
| Edmonton Manning                |                | Ziad Aboultaif    | Ziad Aboultaif    | Ziad Aboultaif     |
| Edmonton Mill Woods             |                | Tim Uppal         | Tim Uppal         | Tim Uppal          |
| Edmonton Riverbend              |                | Matt Jeneroux     | Matt Jeneroux     | Matt Jeneroux      |
| Edmonton Strathcona             |                | Heather McPherson | Heather McPherson | Heather McPherson  |
| Edmonton-Centre                 |                | James Cumming     |                   | Randy Boissonnault |
| Edmonton-Ouest                  |                | Kelly McCauley    | Kelly McCauley    | Kelly McCauley     |
| Edmonton—Wetaskiwin             |                | Mike Lake         | Mike Lake         | Mike Lake          |
| Foothills                       |                | John Barlow       | John Barlow       | John Barlow        |
| Fort McMurray—Cold Lake         |                | David Yurdiga     |                   | Laila Goodridge    |
| Grande Prairie—Mackenzie        |                | Chris Warkentin   | Chris Warkentin   | Chris Warkentin    |
| Lakeland                        |                | Shannon Stubbs    | Shannon Stubbs    | Shannon Stubbs     |
| Lethbridge                      |                | Rachael Harder    | Rachael Harder    | Rachael Harder     |
| Medicine Hat—Cardston—Warner    |                | Glen Motz         | Glen Motz         | Glen Motz          |
| Peace River—Westlock            |                | Arnold Viersen    | Arnold Viersen    | Arnold Viersen     |
| Red Deer—Lacombe                |                | Blaine Calkins    | Blaine Calkins    | Blaine Calkins     |
| Red Deer—Mountain View          |                | Earl Dreeshen     | Earl Dreeshen     | Earl Dreeshen      |
| Sherwood Park—Fort Saskatchewan |                | Garnett Genuis    | Garnett Genuis    | Garnett Genuis     |
| St. Albert—Edmonton             |                | Michael Cooper    | Michael Cooper    | Michael Cooper     |
| Sturgeon River—Parkland         |                | Dane Lloyd        | Dane Lloyd        | Dane Lloyd         |
| Yellowhead                      |                | Gerald Soroka     | Gerald Soroka     | Gerald Soroka      |